# 21516 Mariagodinez
21516 Mariagodinez este un asteroid din centura principală de asteroizi.

## Descriere
21516 Mariagodinez este un asteroid din centura principală de asteroizi. A fost descoperit pe 23 mai 1998 la Socorro, New Mexico, în cadrul proiectului LINEAR. Asteroidul prezintă o orbită caracterizată de o semiaxă mare de 2,54 ua, o excentricitate de 0,19 și o înclinație de 11,0° în raport cu ecliptica.